# Asphondylia vitea
Asphondylia vitea är en tvåvingeart som beskrevs av Ephraim Porter Felt 1918. Asphondylia vitea ingår i släktet Asphondylia och familjen gallmyggor.
Artens utbredningsområde är Filippinerna. Inga underarter finns listade i Catalogue of Life.